# チャウタイン県 (ソクチャン省)
チャウタイン県（チャウタインけん、ベトナム語：Huyện Châu Thành / 縣週城?）は、ベトナム社会主義共和国ソクチャン省の県。面積は285.4km²、人口は159,607人（2019年）である。

## 行政区画
以下の1市鎮7社から構成される。
- チャウタイン市鎮（Châu Thành / 潯圩）
- アンヒエップ社（An Hiệp / 安協）
- アンニン社（An Ninh / 安寧）
- ホダクキエン社（Hồ Đắc Kiện / 胡得健）
- フータム社（Phú Tâm / 富心）
- フータン社（Phú Tân /富新）
- ティエンミー社（Thiện Mỹ / 善美）
- トゥアンホア社（Thuận Hòa / 順和）